# Paranoia (joc de rol)
Paranoia és un joc de rol d'humor ambientat en un futur distòpic. Se n'han editat quatre versions amb els corresponents suplements. També se n'ha fet traducció a diversos idiomes i diverses novel·litzacions.

## Història
El joc fou dissenyat per Greg Costikyan, Dan Gelber i Eric Goldberg, que es van basar principalment amb obres com 1984 (George Orwell), Brave New World (Aldous Huxley), Brazil (Terry Gilliam), A Boy and His Dog (L. Q. Jones), i especialment Logan's Run (William Francis Nolan i George Clayton Johnson). El joc es caracteritza des de la primera edició per un humor sarcàstic. Va ser editat originalment l'any 1984 per West End Games.
A més del llibre bàsic de normes es van editar diversos suplements, alguns dels quals foren escrits per autors reconeguts com John M. Ford, Warren Spector o Ken Rolston.
Es va editar una segona edició revisada l'any 1989, també per West End Games. Tot i que la tercera edició es va arribar a dissenyar, no hi va haver més publicacions fins a l'anomenada Paranoia Fifth Edition (West End Games, 1995), que tot i el seu nom era la tercera edició a veure la llum. Aquesta nova edició no va tenir tant d'èxit com les dues anteriors, i va merèixer el rebuig fins i tot dels seus autors. L'any 1998 l'editorial va haver de tancar, i el joc va quedar descatalogat durant sis anys.
L'any 2004, Mongoose Publishing publica una nova edició del joc, Paranoia XP, que tot i mantenir l'ambientació és basat en el sistema D20. L'any 2005 l'empresa Microsoft reclama el canvi de nom en al·lusió al seu sistema operatiu anomenat XP. Com a conseqüència, el nom és escurçat simplement a Paranoia.
A Espanya, l'editorial catalana Joc Internacional va traduir cinc llibres de Paranoia al castellà entre els anys 1991 i 1996, un corresponent a la primera edició anglesa i quatre corresponents a la segona.

## Sistema de joc
El sistema de joc es descriu en la segona edició com a dramatitzat, evitant l'herència dels jocs de guerra. Es basa en els jocs de rol de taula on s'utilitzen fitxes de personatge, llibre de normes i un dau de vint cares, tot i que el mateix llibre de normes incita a prescindir d'aquests elements sempre que limitin la jugabilitat, incitant una partida oral o de rol en viu.
Els personatges s'elaboren basant-se en vuit atributs bàsics: força, resistència, agilitat, destresa, percepció, cinisme, talent mecànic i poder mutant. Cadascun d'ells rep un valor entre 1 i 20, no modificable al llarg de la partida, i que permetrà superar una tirada d'atzar sempre que el resultat obtingut amb el dau sigui igual o menor. Cada atribut bàsic contempla diverses habilitats més específiques que, tot i tenir el mateix valor per defecte, poden ser millorades mitjançant l'experiència assolint un valor superior. A nivell informatiu, en el full de personatge també s'especifica la capacitat de càrrega, els objectes que posseeix, la casta a la qual pertany i el nom del personatge. S'especifica que el nom del personatge ha de consistir en un nom de pila seguit de l'inicial de la seva casta, el nom del seu sector (de tres lletres) i el número de clon, tot separat per guions (per exemple, Nom-R-AAA-1). Degut a l'ambientació, el sistema de joc contempla la mort del personatge jugador atorgant sis clons addicionals, fet que permet sacrificar el realisme en favor de la jugabilitat.
En l'edició XP el sistema de joc original se substitueix pel sistema d20.

## Ambientació del joc
Els llibres de paranoia se situen en un món de ficció futurista. Es desenvolupa en un complex subterrani amb tecnologia avançada, que alberga una societat humana controlada per un ordinador, que inicialment havia estat programat per procurar la felicitat dels seus habitants. Errors en la programació converteixen el complex en una realitat caòtica, on es barregen burocràcia, incoherència, classes socials, execucions, recerca de comunistes, societats secretes i poders mutants.

## Publicacions basades en el joc

### Primera edició
- Acute Paranoia.[4] Traduït al castellà amb el nom de Paranoia Aguda
- Clones In Space
- Gamesmaster's Screen
- HIL Sector Blues
- Orcbusters
- Send in the Clones
- The Yellow Clearance Black Box Blues (escrita per John M. Ford i guanyadora de H.G. Wells Award per Best Role-playing Adventure of 1985[5])
- Vapors Don't Shoot Back

### Segona edició
- Alice Through the Mirrorshades[6]
- Alpha Complexities
- The Bot Abusers Manual
- Crash Course Manual
- Death, Lies, and Vidtape
- Don't Take Your Laser to Town
- Form Pack
- Gamma-Lot
- Mad Mechs
- More Songs About Food Vats. Traduït al castellà amb el nom de El cantar de las cubas oscuras
- Paramilitary
- Paranoia Excessory Pack
- Paranormal / CTV
- Recycled Pack
- The Computer Always Shoots Twice - versió adaptada a la segona edició de Send in the Clones i Orcbusters. Traduït al castellà amb el nom de El ordenador siempre dispara dos veces.
- The DOA Sector Travelog. Traduït al castellà amb el nom de Guía turística del sector DOA
- The People's Glorious Revolutionary Adventure
- The R&D Catalog
- The Iceman Returneth
- The Paranoia Sourcebook
- Twilightcycle: 2000
- Vulture Warriors of Dimension X

### Fifth edition
- Paranoia: the Fifth Edition[7]
- Creatures of the Night Cycle (a pointed spoof of Vampire: The Masquerade)
- BUG Sector - inèdit

### EdicióXP
- Alpha Complex Nights - Conté "My First Treason", "Sweep of Unhistory", i "Spin Control"
- Crash Priority[8]
- Criminal Histories
- Extreme Paranoia
- Flashbacks - Conté les versions adaptades de "Robot Imana-665-C," "Trouble with Cockroaches," "Das Bot," Vapors Don't Shoot Back, The YELLOW Clearance Black Box Blues, Send in the Clones, Me and My Shadow Mark 4, Alpha Complexities, "An ARD Day's Night," "Reboot Camp," "Whitewash," i la nova missió "Pre-Paranoia."[9]
- Flashbacks II - Contains updated versions of Orcbusters, Clones in Space, and The People's Glorious Revolutionary Adventure[10]
- Paranoia Gamemaster's Screen & Mandatory Fun Enforcement Pack[11]
- Paranoia XP - Llibre de normes. Posteriorment el nom es va escurçar a Paranoia.[12]
- Sector Zero
- Service, Service!
- STUFF
- STUFF 2: The Gray Subnets
- The Big Book of Bots Encara no publicat
- The Little RED Book
- The Mutant Experience
- The Thin Green Line Encara no publicat
- The Traitor's Manual
- The Underplex
- WMD[13]

S'estan desenvolupament nous suplements de l'edició XP.

### Novelitzacions
- Bolme, Ed. Title Deleted for Security Reasons.  West End Games. ISBN 0-87431-165-9.
- Rolston, Ken. Extreme Paranoia: Nobody Knows The Trouble I've Shot.  West End Games. ISBN 0-87431-162-4.
- Lidberd. Stormshooters and Troubleknights.  West End Games. ISBN 0-87431-168-3. (una novel·la ambientada en els jocs Paranoia i Torg)
- O'Connor, Paul. Paranoia, Issues 1-6.  Adventure Comics (divisió de Malibu Graphics Publishing Group). (comicbook miniseries)